# Pingasa
Pingasa là một chi bướm đêm thuộc họ Geometridae.

## Các loài
Bao gồm các loài:
- Pingasa abyssiniaria  (Guenée, [1858])
  - Pingasa abyssiniaria abyssiniaria  (Guenée, [1858])
  - Pingasa abyssiniaria rufata  Fletcher, 1956
- Pingasa aigneri  Prout, 1930
  - Pingasa aigneri aigneri  Prout, 1930
  - Pingasa aigneri pallida  Yazaki, 1995
- Pingasa alba  Swinhoe, 1891
  - Pingasa alba alba  Swinhoe, 1891
  - Pingasa alba albida  (Oberthür, 1913)
  - Pingasa alba brunnescens  Prout, 1913
- Pingasa angulifera  Warren, 1896 (=Pingasa atriscripta Warren, 1899, Hypochroma munita Lucas, 1901)
- Pingasa aravensis  Prout, 1916
- Pingasa atropa  Prout, 1935
- Pingasa blanda  (Pagenstecher, 1900) (=Pingasa acutangula Warren, 1903)
- Pingasa chlora  (Stoll, 1782)
  - Pingasa chlora chlora  (Stoll, 1782) (=Hypochroma chloraria Guenée, [1858], Pseudoterpna ecchloraria Hübner, [1823], Pingasa latifascia Warren, 1894, Hypochroma paulinaria Pagenstecher, 1885)
  - Pingasa chlora candidaria  Warren, 1894
  - Pingasa chlora subdentata  Warren, 1894
  - Pingasa chlora sublimbata  (Butler, 1882)
- Pingasa chloroides  Galsworthy, 1998
- Pingasa cinerea  Warren, 1894 (=Pseudoterpna singularis Kershaw, 1897, Skorpisthes undascripta Lucas, 1900)
- Pingasa cornivalva  Wiltshire, 1982
- Pingasa crenaria  (Guenée, [1858]) (=Hypochroma distenta Walker, 1860, Boarmia leucostigmaria Nietner, 1861)
- Pingasa decristata  Warren, 1902
- Pingasa dispensata  (Walker, 1860)
  - Pingasa dispensata dispensata  (Walker, 1860)
  - Pingasa dispensata celata  (Walker, 1866)
  - Pingasa dispensata delotypa  Prout, 1935
  - Pingasa distensaria  (Walker, 1860)
  - Pingasa distensaria distensaria  (Walker, 1860)
  - Pingasa distensaria respondens  (Walker, 1860)
- Pingasa elutriata  Prout, 1916
- Pingasa floridivenis  Prout, 1920
- Pingasa grandidieri  (Butler, 1879) (=Hypochroma eugrapharia Mabille, 1880)
- Pingasa griveaudi  Herbulot, 1966
  - Pingasa griveaudi griveaudi  Herbulot, 1966
  - Pingasa griveaudi vinosa  Herbulot, 1985
- Pingasa herbuloti  Viette, 1971
- Pingasa hypoleucaria  (Guenée, 1862)
  - Pingasa hypoleucaria hypoleucaria  (Guenée, 1862) (=Hypochroma borbonisaria Oberthür, 1913)
  - Pingasa hypoleucaria rhodozona  Joannis, 1932
- Pingasa hypoxantha  Prout, 1916
  - Pingasa hypoxantha hypoxantha  Prout, 1916
  - Pingasa hypoxantha holochroa  Prout, 1916
- Pingasa javensis  Warren, 1894 (=Pingasa chlora lombokensis Prout, 1927)
- Pingasa lahayei  (Oberthür, 1887)
  - Pingasa lahayei lahayei  (Oberthür, 1887)
  - Pingasa lahayei austrina  Prout, 1917
- Pingasa lariaria (Walker, 1860) (=Hypochroma irrorataria (Moore, 1868)
- Pingasa manilensis  Prout, 1916
- Pingasa meeki  Warren, 1907
- Pingasa multispurcata  Prout, 1913
- Pingasa murphyi  Herbulot, 1994
- Pingasa nobilis  Prout, 1913
  - Pingasa nobilis nobilis  Prout, 1913
  - Pingasa nobilis furvifrons  Prout, 1927
- Pingasa pallidata  (Joannis, 1913)
- Pingasa pauciflavata  Prout, 1927
- Pingasa porphyrochrostes  Prout, 1922
- Pingasa pseudoterpnaria  (Guenée, [1858])
  - Pingasa pseudoterpnaria pseudoterpnaria  (Guenée, [1858]) (=Hypochroma pryeri Bulter, 1878)
  - Pingasa pseudoterpnaria gracilis  Prout, 1916
  - Pingasa pseudoterpnaria tephrosiaria  (Guenée, [1858])
- Pingasa rhadamaria  (Guenée, [1858])
  - Pingasa rhadamaria rhadamaria  (Guenée, [1858])
  - Pingasa rhadamaria alterata  (Walker, 1860)
  - Pingasa rhadamaria attenuans  (Walker, 1860)
  - Pingasa rhadamaria signifrontaria  (Mabille, 1893)
  - Pingasa rhadamaria victoria Prout, 1913
- Pingasa rubicunda  Warren, 1894
- Pingasa rubimontana  Holloway & Sommerer, 1984
- Pingasa rufofasciata  Moore, 1888
- Pingasa ruginaria  (Guenée, [1858])
  - Pingasa ruginaria ruginaria  (Guenée, [1858]) (=Hypochroma nyctemerata Walker, 1860, Hypochroma perfectaria Walker, 1860)
  - Pingasa ruginaria andamanica  Prout, 1916
  - Pingasa ruginaria communicans  (Walker, 1860)
  - Pingasa ruginaria commutata  (Walker, 1860) (=Hypochroma batiaria Plötz, 1880)
  - Pingasa ruginaria interrupta  Warren, 1901
  - Pingasa ruginaria pacifica  Inoue, 1964
- Pingasa secreta  Inoue, 1986
- Pingasa subpurpurea  Warren, 1897
- Pingasa subviridis  Warren, 1896
- Pingasa tapungkanana  (Strand, 1910)
- Pingasa ultrata  Herbulot, 1966
- Pingasa venusta  Warren, 1894

## Hình ảnh

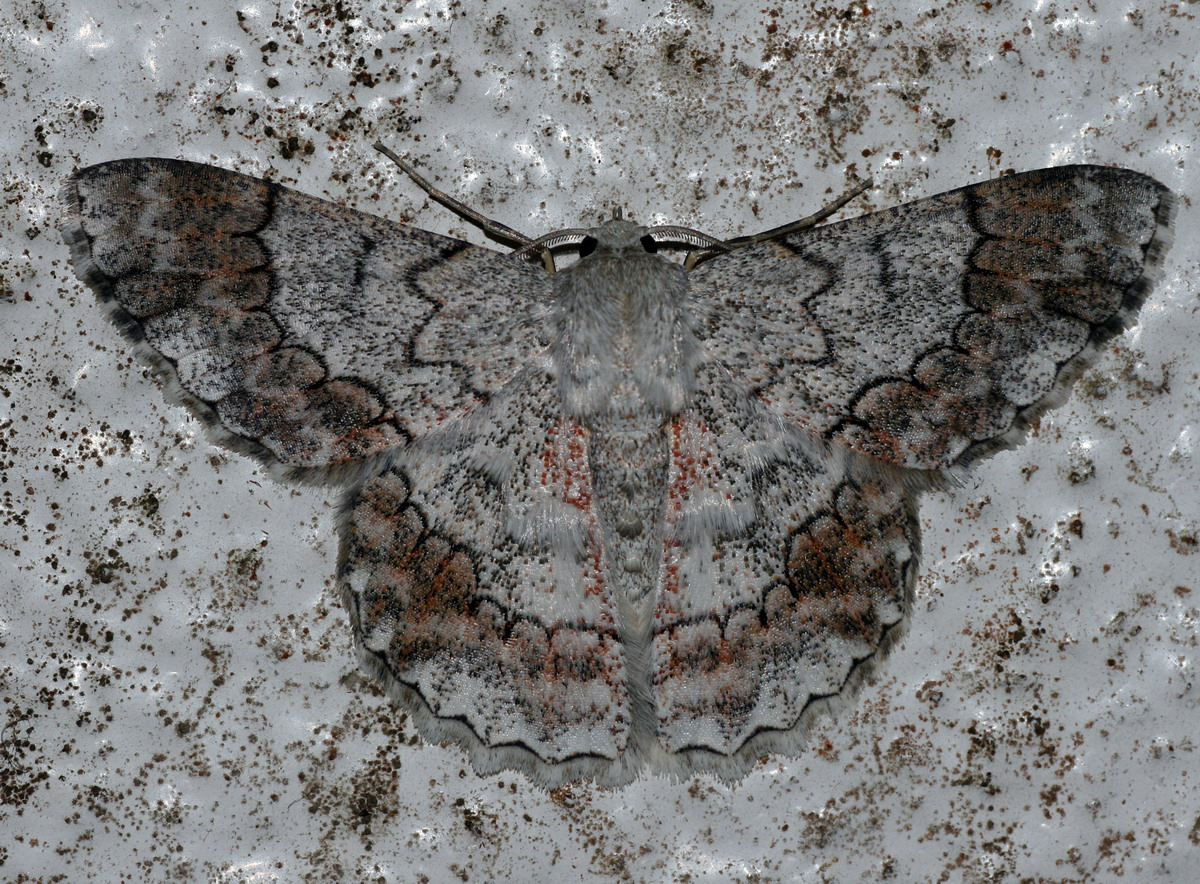
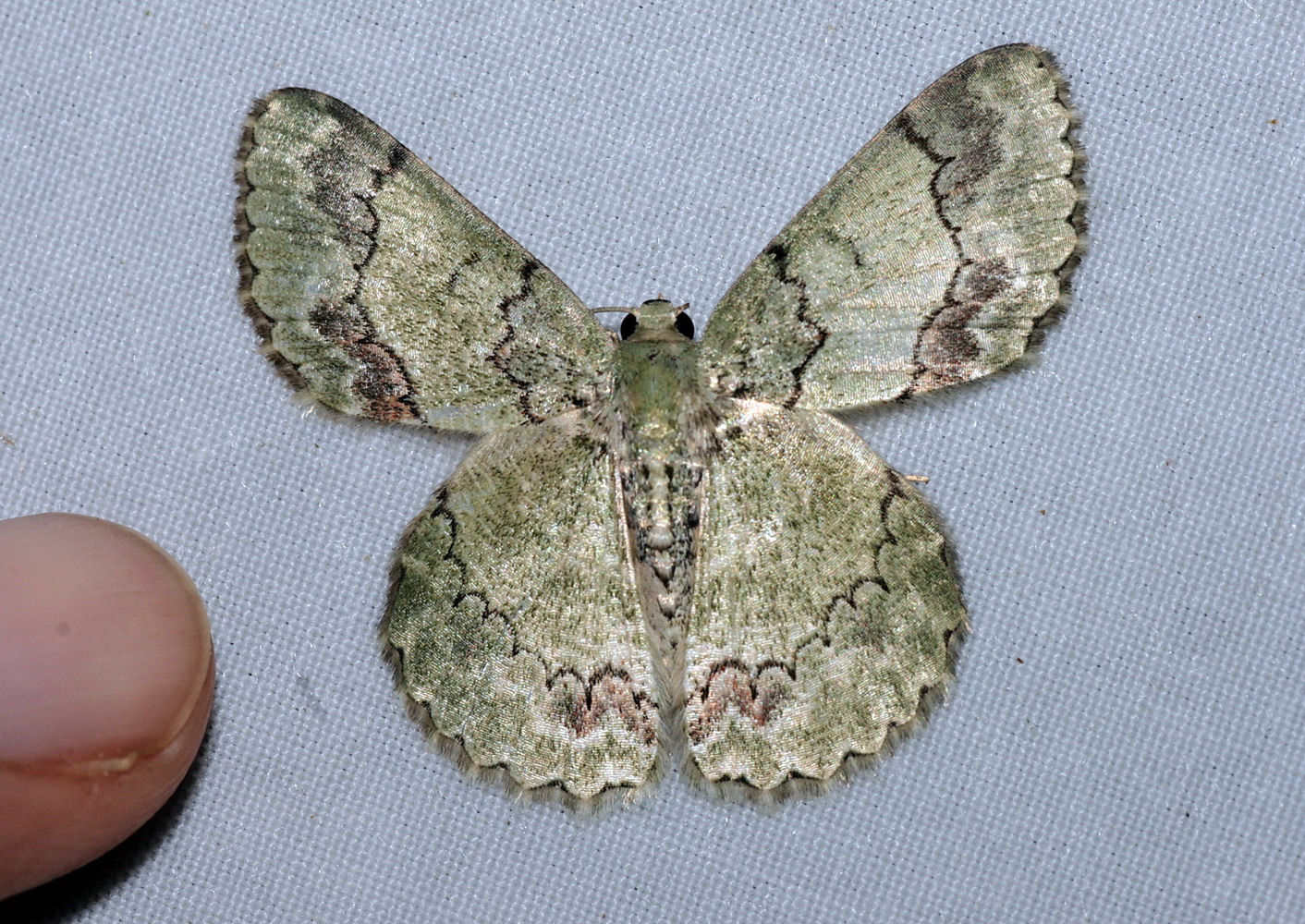
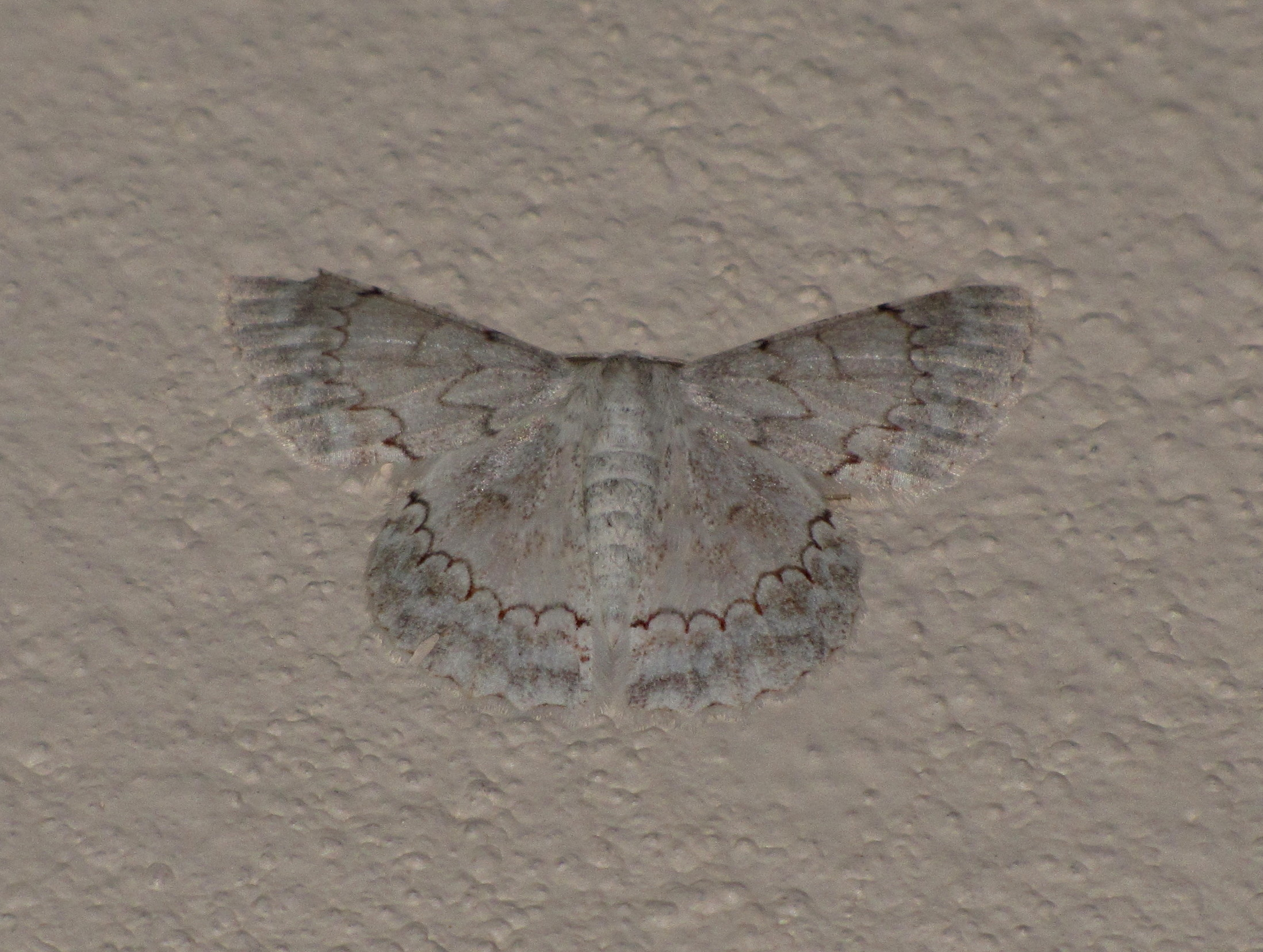
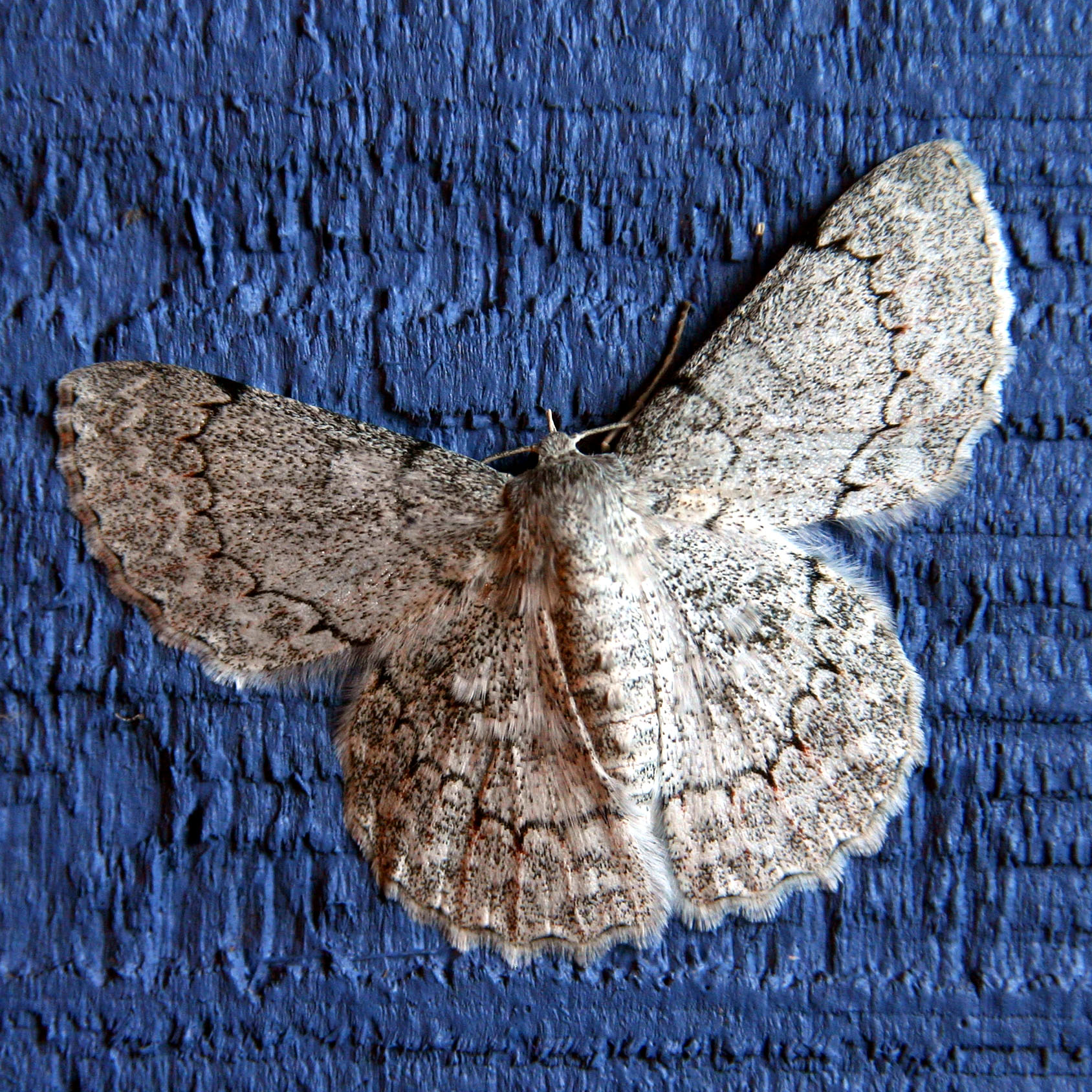